# Мършояден бръмбар
Мършоядните бръмбари (Phosphuga atrata) са вид насекоми от семейство Мъртвояди (Silphidae).
Таксонът е описан за пръв път от Карл Линей през 1758 година.

## Подвидове
- Phosphuga atrata atrata
- Phosphuga atrata borsodensis
- Phosphuga atrata lombarda
- Phosphuga atrata subrotundata